# Église Saint-Jean-Baptiste de Legnica
Pour les articles homonymes, voir Église Saint-Jean-Baptiste.
L'église Saint-Jean-Baptiste de Legnica est une église catholique baroque située en Pologne dans la ville de Legnica. Elle est construite dans la première moitié du XVIIIe siècle.

## Historique
L’église remonte aux temps du règne de Casimir Ier le Restaurateur. En 1284, il déjà était la propriété des franciscains. En 1294, on a commencé la construction de l’église en brique fondée par le duc Henri V le Gros et par les bourgeois de Legnica. Le bâtiment a été agrandi vers 1341 grâce à l’aide de Venceslas Ier de Legnica. En 1522, l’église a été prise par les protestants. À partir de 1548, elle est devenue l’église funéraire, on a y transmis les cadavres et les tombes des princes d’autres églises de Legnica, détruites au XVIe siècle. Depuis 1566, elle était l’église calviniste, comme c’était la religion des derniers souverains de la dynastie Piast de Silésie. Entre 1677 et 1679, le chœur a été transformé en mausolée par la duchesse Louise, mère du dernier Piast de Silésie, Georges Guillaume.
Pendant les temps de la Contre-Réforme, on a donné le bâtiment aux jésuites qui, entre 1700 et 1706, ont construit son collège du côté ouest. En 1714, on a démoli la vieille église à cause de son mauvais état. On a préservé uniquement le presbytère avec le mausolée des Piast. L’église actuelle a été construite entre 1714 et 1727 à la place de l’église ancienne. 
Au XVIIIe siècle, l’édifice constituait la partie du complexe de bâtiments de collège des jésuites. Il a été sérieusement endommagé pendant l’accident de construction en 1744. A ce moment-là, à cause des erreurs de construction, la structure de toit et la voûte de la nef se sont effondrées. Reconstruite au début du XIXe siècle, l’église a été utilisée par la paroisse catholique à Legnica. En 1947, elle a été donnée, avec les bâtiments de monastère, à l’Ordre franciscain, qui a réparé les dégâts du temps de la guerre. En 1966, l’église a été endommagée par l’incendie, entre autres le dôme de la tour ouest a été brûlé (on l’a reconstruit en 1978). Dans les années 1960 et 1970, on a fait sa reconstruction importante. En 1969, on a construit la sacristie plus grande du côté ouest et, en 1979, on a rénové l’intérieur. Entre 1981 et 1982, on a rénové la façade et on a recouvert le bâtiment par la tôle en cuivre. 

## Description
L’église baroque construite sur un plan rectangulaire, à la façade monumentale de deux tours du côté sud et l’abside en demi-cercle du côté nord. Le bâtiment a 60 m de longueur de l’intérieur, 30 m de largeur et 25 m de hauteur de la nef. 
À l’intérieur, c’est une église-halle avec les rangs de chapelles. Le maître-autel a été créé entre 1880 et 1881 dans le style néo-renaissance, il est complété de statues et de sculptures du XVIIIe siècle. Les autels latéraux situés dans les chapelles viennent des anciennes églises de l’ordre bénédictin de Legnica. La chaire baroque vient du XVIIIe siècle, l’orgue du 1858 et les fonts baptismaux du 1912. 
Le presbytère de l’église gothique calviniste est adjacent au côté est de l’église. À partir du XVIe siècle, il servait de nécropole des Piast, et entre 1677 et 1679, il a été transformé en mausolée des derniers ducs de Legnica et Brzeg, grâce aux fonds de la duchesse Louise.

## Dimensions
Les dimensions de l'édifice sont les suivantes  :
- Hauteur de la nef ; 25 m
- Longueur intérieure ; 60 m
- Largeur intérieure ; 30 m

## Galerie

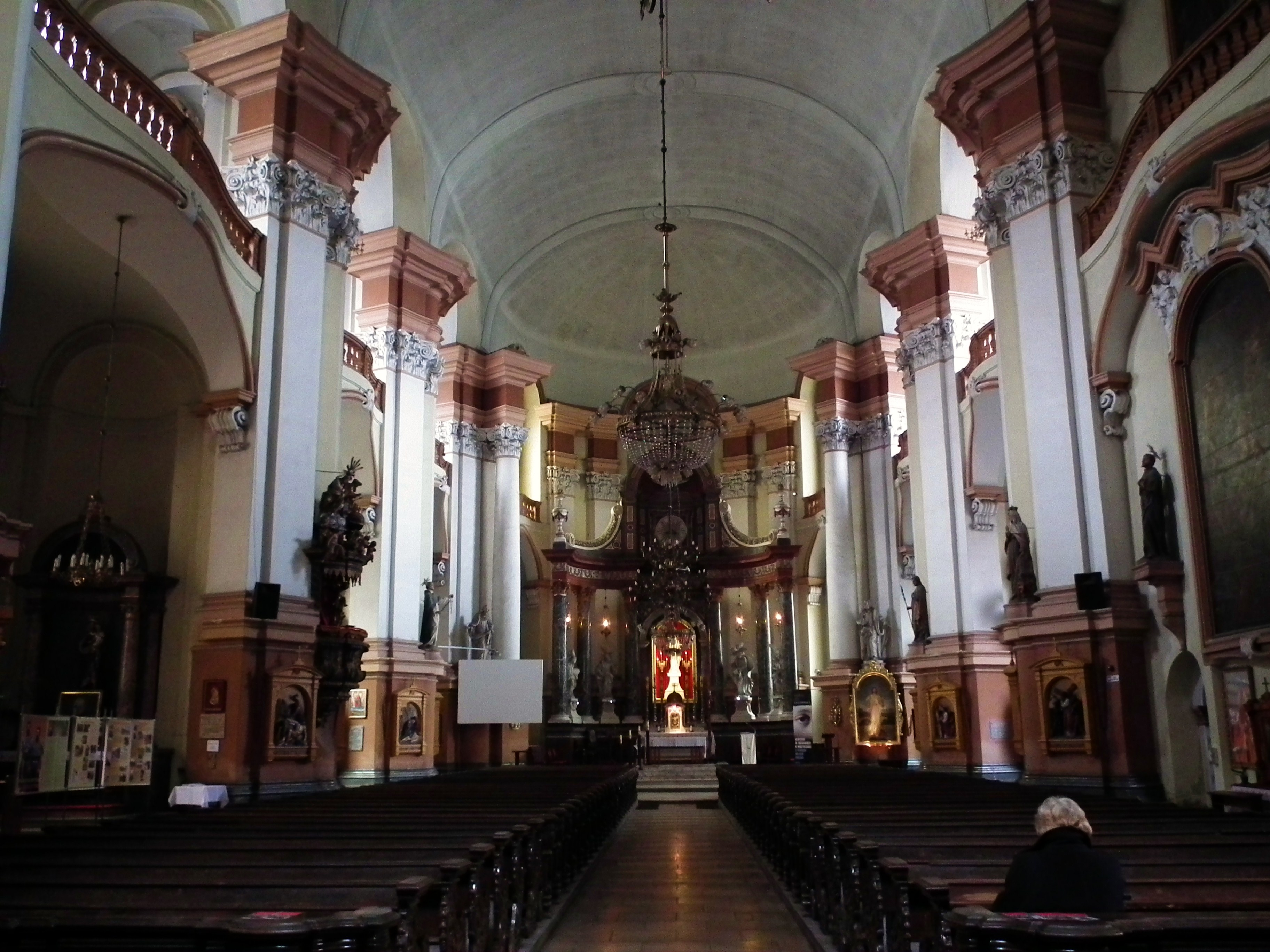
Intérieur de l'église
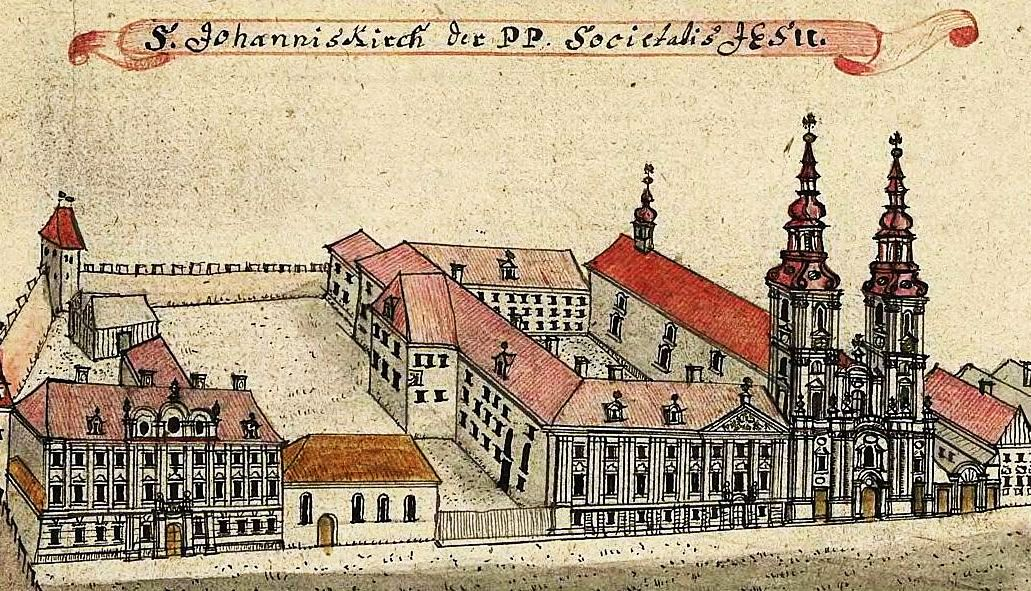
L’église Saint-Jean-Baptiste et le collège des jésuites sur le dessin de Friedrich Bernhard Werner (environ 1750-1775)
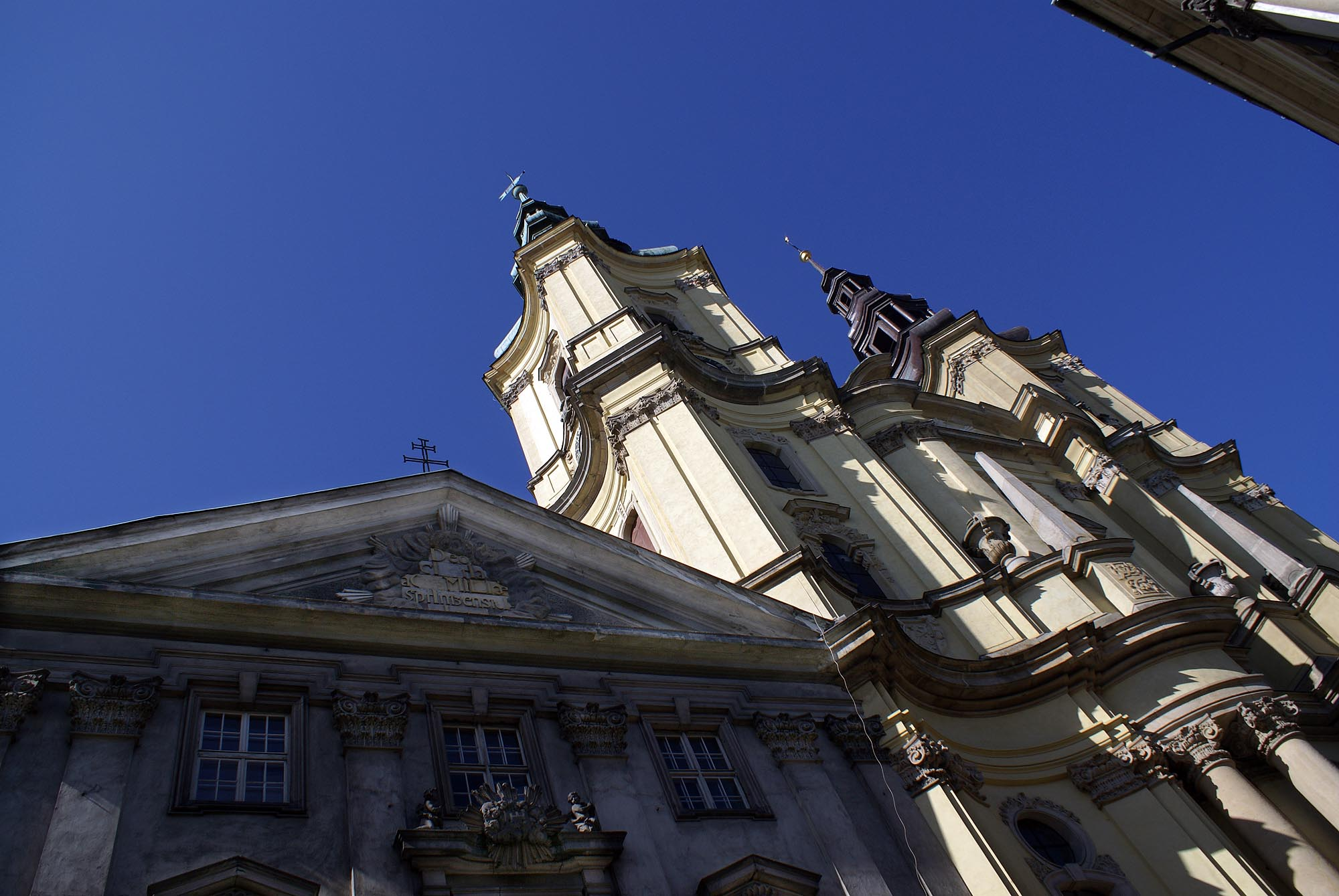
La façade baroque de l’église – la vue d’aujourd’hui
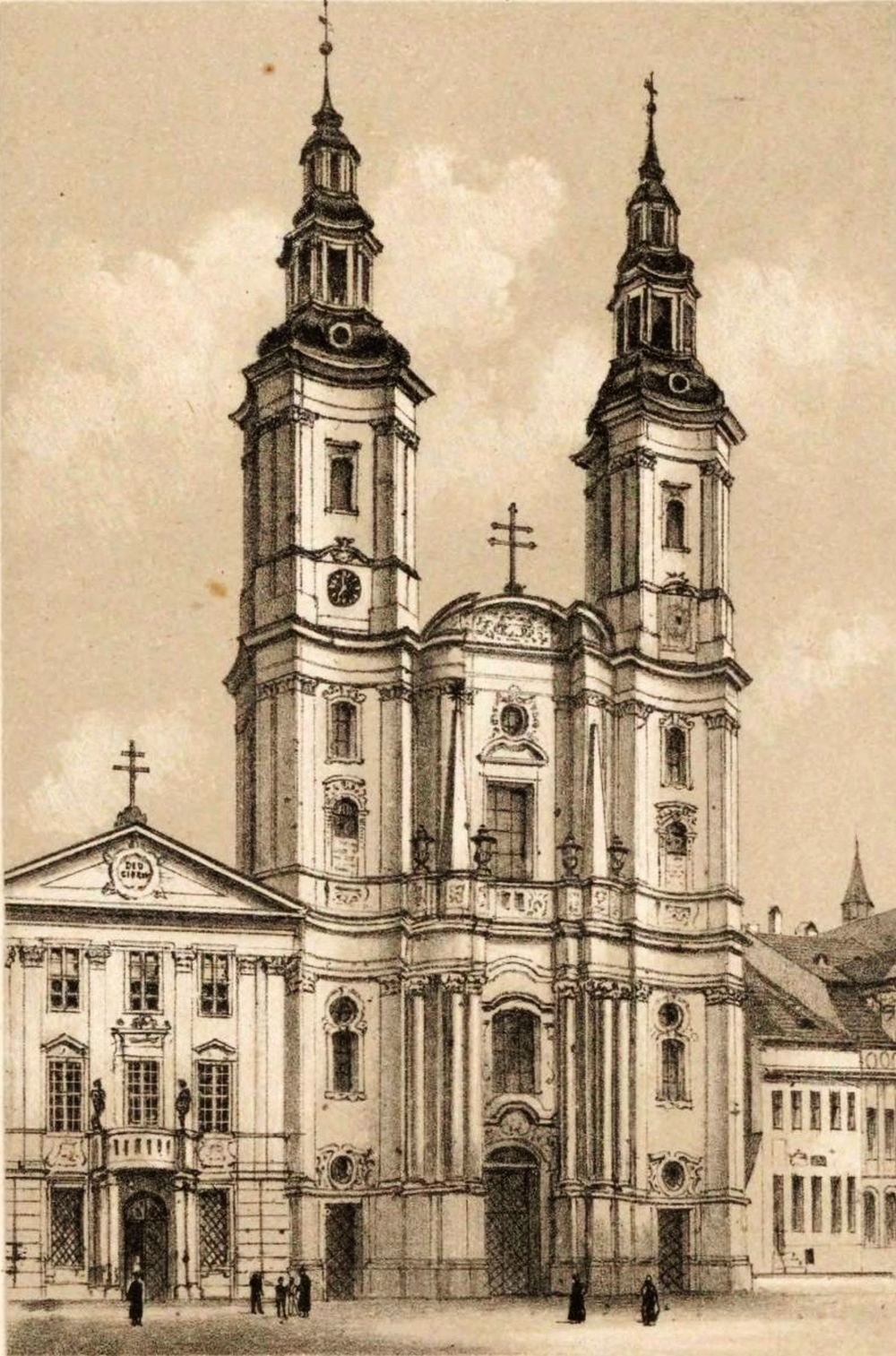
L’église Saint-Jean-Baptiste à Legnica : la lithographie de Robert Geissler d’environ 1866-1893